# Gran Premio di San Remo 1950
Il Gran Premio di San Remo 1950 è stata una gara di Formula 1 extra-campionato mondiale tenutasi il 16 aprile 1950 sul Circuito di Ospedaletti a San Remo in Liguria. La corsa, disputatasi su un totale di 90 giri, venne vinta dall'argentino Juan Manuel Fangio su Alfa Romeo 158.

## Gara

### Resoconto
Alla partenza Juan Manuel Fangio, che scattava dalla 2ª posizione, ebbe un'indecisione e al comando si trovarono le tre Ferrari di Ascari, Villoresi e Sommer. L'asso argentino iniziò fin dalle prime tornate la sua rimonta, completata al 13º giro col sorpasso su Ascari. Quest'ultimo sembrò l'unico in grado di tenere il passo dell'Alfa Romeo ma costretto a forzare il ritmo compì un testa-coda e si ritirò. Nel frattempo Villoresi rallentato da noie alle candele era stato doppiato da Fangio, ma con un ottimo finale negli ultimi giri risuperò il pilota argentino realizzando proprio all'ultima tornata il giro più veloce della gara.

### Risultati
| Pos | Nr | Pilota                  | Vettura          | Giri | Tempo/Ritiro        |
| --- | -- | ----------------------- | ---------------- | ---- | ------------------- |
| 1   | 18 | Juan Manuel Fangio      | Alfa Romeo 158   | 90   | 3h10:08.3           |
| 2   | 24 | Luigi Villoresi         | Ferrari 125      | 90   | + 1:01.1            |
| 3   | 6  | Alfredo Pián            | Maserati 4CLT/48 | 88   | + 2 giri            |
| 4   | 2  | Roberto Vallone         | Ferrari 166      | 86   | + 4 giri            |
| 5   | 20 | Franco Rol              | Maserati 4CLT/48 | 84   | + 6 giri            |
| 6   | 10 | Louis Chiron            | Maserati 4CLT/48 | 84   | + 6 giri            |
| Rit | 30 | José Froilán González   | Maserati 4CLT/48 | 70   | Tubo benzina        |
| Rit | 32 | Emmanuel de Graffenried | Maserati 4CLT/48 | 51   | Perdita d'olio      |
| Rit | 28 | Raymond Sommer          | Ferrari 125      | 39   | Pompa benzina       |
| Rit | 12 | Alberto Ascari          | Ferrari 125      | 32   | Incidente           |
| Rit | 34 | Giovanni Bracco         | Ferrari 166F2    | 28   | Testa coda          |
| Rit | 40 | Piero Carini            | Maserati 4CLT/48 | 25   | Testa coda          |
| Rit | 14 | B. Bira                 | Maserati 4CLT/48 | 11   | Guarnizione testata |
| Rit | 44 | Felice Bonetto          | Maserati 4CLT/50 | 8    | Freni/Sospensione   |
| Rit | 16 | Clemente Biondetti      | Maserati 4CLT/48 | 8    | Cambio              |
| Rit | 26 | Leslie Brooke           | Maserati 4CLT/48 | 8    | Guasto tecnico      |
| Rit | 4  | Peter Whitehead         | Ferrari 125      | 8    | Guarnizione testata |
| Rit | 36 | Reg Parnell             | Maserati 4CLT/48 | 8    | Motore              |
| Rit | 38 | Dorino Serafini         | Ferrari 125      | 0    | Pressione olio      |
| Rit | 8  | Rudi Fischer            | SVA-Fiat         | 0    | Tubo olio           |
| NA  | 22 | Eugene Chaboud          | Talbot-Lago T26C |      | Non arrivato        |
| NA  | 42 | Pierre Levegh           | Talbot-Lago T26C |      | Non arrivato        |
| NA  |    | Harry Schell            | Talbot-Lago T26C |      |                     |

## Qualifiche

### Risultati
| Fila     | Pos | Pilota                | Vettura    | Tempo       |
| -------- | --- | --------------------- | ---------- | ----------- |
| I fila   | 1°  | Alberto Ascari        | Ferrari    | 1:52.2      |
|          | 2°  | Juan Manuel Fangio    | Alfa Romeo | 1:52.4      |
|          | 3°  | Luigi Villoresi       | Ferrari    | 1:52.6      |
| II fila  | 4°  | Raymond Sommer        | Ferrari    | 1:55.0      |
|          | 5°  | José Froilán González | Maserati   | 1:56.0      |
|          | 6°  | Felice Bonetto        | Maserati   | 1:57.8      |
| III fila | 7°  | Alfredo Pián          | Maserati   | 1:58.0      |
|          | 8°  | Roberto Vallone       | Ferrari    | 1:59.8      |
|          | 9°  | Giovanni Bracco       | Ferrari    | 2:00.4      |
| IV fila  | 10° | Piero Carini          | Maserati   | 2:00.6      |
|          | 11° | Louis Chiron          | Maserati   | 2:01.0      |
|          | 12° | Franco Rol            | Maserati   | 2:01.0      |
| V fila   | 13° | Clemente Biondetti    | Maserati   | 2:05.0      |
|          | 14  | Leslie Brooke         | Maserati   | 2:05.2      |
|          | 15° | Prince Bira           | Maserati   | 2:06.2      |
| VI fila  | 16° | Peter Whitehead       | Ferrari    | 2:06.2      |
|          | 17° | Reg Parnell           | Maserati   | 2:08.2      |
|          | 18° | Toulo de Graffenried  | Maserati   | 2:09.0      |
| VII fila | 19° | Dorino Serafini       | Ferrari    | 2:12.2      |
|          | 20° | Rudolf Fischer        | SVA-FIAT   | senza tempo |